# Oleg Vladimirovič Kašin
Oleg Vladimirovič Kašin (rusky Олег Владимирович Кашин, 17. červen 1980 Kaliningrad) je ruský investigativní novinář, významný mimo jiné svou prací pro Kommersant a pro svůj politický aktivismus.
V listopadu 2010 byl Oleg Kašin, v té době píšící pro Kommersant, na ulici v Moskvě napaden a surově zbit, takže musel podstoupit několik operací a strávit desítky hodin v umělém spánku. Událost byla dávána do souvislosti s jeho odporem ke kácení Chimkinského lesa, neboť podobně bylo napadeno i několik jiných aktivistů proti kácení.
Jeho činnost kritická k ruské vládnoucí straně Jednotné Rusko a mládežnické organizaci Naši je jedním z motivů dánsko-ruského dokumentárního filmu Polibek od Putina z roku 2012.